# Абросово (Івановська область)
Абросово (рос. Абросово) — присілок в Верхнєландеховському районі Івановської області Російської Федерації.
Населення становить 14 осіб. Входить до складу муніципального утворення Кромське сільське поселення.

## Історія
Від 2005 року входить до складу муніципального утворення Кромське сільське поселення.

## Населення
| 1859 | 1905 | 2010 |
| ---- | ---- | ---- |
| 171  | ↗237 | ↘14  |